# Ley del referéndum de autodeterminación de Cataluña

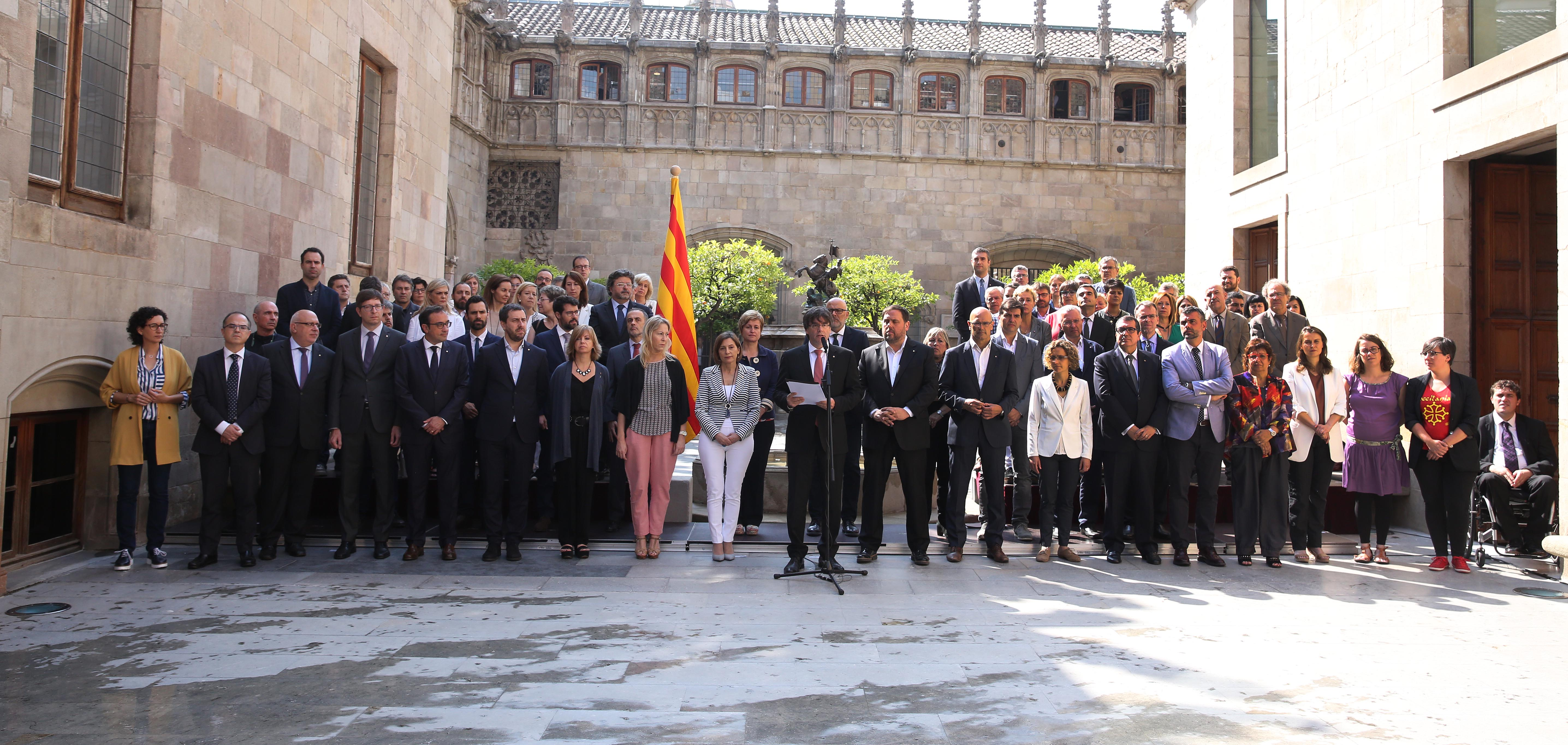
Carles Puigdemont anuncia el 9 de junio de 2017 la fecha y pregunta del Referéndum de independencia de Cataluña.

La Ley 19/2017 del referéndum de autodeterminación de Cataluña fue una ley aprobada por el Parlamento de Cataluña que regulaba «la celebración del referéndum de autodeterminación vinculante sobre la independencia de Cataluña con respecto de España, sus consecuencias en función de cuál fuera el resultado y la creación de la Sindicatura Electoral de Cataluña». También establecía que «el pueblo de Cataluña es un sujeto político soberano y como tal ejerce el derecho a decidir libre y democráticamente su condición política» y que «el Parlamento de Cataluña actúa como representante de la soberanía del pueblo de Cataluña». Fue aprobada por el Parlamento de Cataluña el 6 de septiembre de 2017 con 72 votos a favor, 10 abstenciones y la ausencia de 52 diputados y suspendida cautelarmente por el Tribunal Constitucional al día siguiente.
La ley afirmaba que era el resultado del mandato surgido de las elecciones al Parlamento de Cataluña de septiembre de 2015 y de la ruptura del pacto político establecido con la Constitución española de 1978 a raíz de la sentencia del estatuto de 2010. Apelaba al Derecho internacional, como por ejemplo a los Pactos Internacionales de Derechos Humanos aprobados por la Asamblea General de las Naciones Unidas el 19 de diciembre de 1966 y la Resolución 1999/57 sobre Promoción del derecho a la Democracia de la Comisión de Derechos Humanos de las Naciones Unidas, y a las diferentes resoluciones aprobadas en el Parlamento, como por ejemplo la Resolución 98/III sobre el derecho a la autodeterminación de la nación catalana, la Resolución 631/VIII sobre el derecho a la autodeterminación y sobre el reconocimiento de las consultas populares sobre la independencia y la Resolución 5/X por la cual se aprueba la Declaración de soberanía y del derecho a decidir del pueblo de Cataluña.
El Tribunal Constitucional de España suspendió cautelarmente la aplicación de la ley el 7 de septiembre de 2017, al admitir a trámite el recurso de inconstitucionalidad presentado por Mariano Rajoy como presidente del Gobierno. Fue finalmente declarada inconstitucional por unanimidad de los magistrados del Tribunal Constitucional el 17 de octubre de ese mismo año, al entender el tribunal que la norma invadía competencias estatales y vulneraba la supremacía de la Constitución, la indisoluble unidad de la Nación española y la soberanía nacional.

## Gestación de la ley
En abril de 2016 el presidente Carles Puigdemont se puso en contacto con el jurista Carles Viver Pi-Sunyer, presidente del Consejo Asesor para la Transición Nacional y del Institut d’Estudis de l’Autogovern, para que elaborara un informe sobre la realización de un hipotético referéndum y si podría tener encaje legal en la Constitución española de 1978 (de esta petición solo se tuvo noticia muchos meses después). También encargó informes al catedrático Josep María Reniu, jefe de la Oficina per al Desenvolupament de l’Autogovern.
El anuncio oficial de la convocatoria del referéndum se produjo el 28 de septiembre de 2016 cuando en el curso de un debate en el Parlamento de Cataluña Puigdemont dijo: «la resolución de la demanda catalana se hará de la siguiente manera: referéndum o referéndum». Este anuncio era el resultado de las conversaciones que había mantenido Puigdemont con la CUP durante los meses anteriores para que sus diputados apoyaran la moción de confianza que iba a presentar ante el parlamento autonómico al haberse negado aquella a aprobar los presupuestos que había presentado el gobierno de Cataluña. Fue en el curso de las mismas cuando la CUP propuso la celebración de un referéndum unilateral de independencia (RUI), que también fue asumido por la Asamblea Nacional Catalana, y que Puigdemont aceptó también. El gobierno de Cataluña lo aprobó el 20 de septiembre de 2016, unos días antes del anuncio oficial durante el debate de la moción de confianza.
Para conseguir la aprobación del gobierno español del referéndum Puigdemont y el presidente Mariano Rajoy se reunieron en secreto el 11 de enero de 2017 en el Palacio de la Moncloa, pero Rajoy se negó en redondo. «Ni quiero, ni puedo», le dijo Rajoy a Puigdemont.
El 22 de mayo de 2017 Puigdemont, el vicepresidente Oriol Junqueras y el consejero Raül Romeva viajaron a Madrid. Allí en una sala cedida por el Ayuntamiento de la capital explicaron la postura de las instituciones catalanas sobre el referéndum. Puigdemont dijo: «El referéndum es democráticamente inviolable». Solo dos semanas después, el 9 de junio, el gobierno de Cataluña convocaba el referéndum para el 1 de octubre y daba a conocer la pregunta: ‘¿Quiere que Cataluña se convierta en un Estado independiente en forma de República?’.
La idea del convocar un referéndum unilateral, dado que el gobierno de Rajoy se negaba a dar su consentimiento, creó tensiones en el seno del gobierno de Cataluña, por lo que el 21 abril todos sus miembros firmaron un compromiso para «organizar, convocar y celebrar» un referéndum en el marco legal que fuera. Pero esto no impidió que cinco consejeros acabaran siendo destituidos de sus cargos a mediados de julio por no estar de acuerdo con la hoja de ruta que se estaba siguiendo: Neus Munté (Presidencia), Jordi Baiget (Empresa), Joan Vidal de Ciurana (secretario del gobierno), Jordi Jané (Interior) y Meritxell Ruiz (Enseñanza) ―Baiguet fue destituido por haber declarado que «probablemente» el referéndum no podría celebrarse―. Cuando Puigdemont se reunió con sus sustitutos ―Jordi Turull (Presidencia), Joaquim Forn (Interior), Clara Ponsatí (Enseñanza) y Víctor Cullell (secretario del gobierno de Cataluña)― les pidió «fidelidad» y «compromiso».

## Contenido y estructura
El 4 de julio de 2017 se celebró un acto en el auditorio del Palacio de la Generalidad de Cataluña para dar a conocer el proyecto de ley del referéndum, que se basaba en la confluencia entre «la legitimidad histórica y la tradición jurídica e institucional [del pueblo catalán] solo interrumpida por la fuerza de las armas» y en el derecho de autodeterminación reconocido por el derecho internacional. Para ello se citaban en la ley los convenios y pactos internacionales firmados por España que reconocían la «soberanía popular y el respeto a los derechos humanos». En su preámbulo se decía:

Esta norma representa la respuesta democrática a la frustración generada a raíz del último intento promovido por una mayoría muy amplia de esta cámara para garantizar al pueblo de Cataluña el pleno reconocimiento, la representación y la participación en la vida política, social, económica y cultural del Estado Español sin ningún tipo de discriminación.

Del proyecto de ley de referéndum el artículo que más oposición levantó entre los partidos constitucionalistas fue el 3.2 porque situaba a la ley por encima de la Constitución y del Estatuto de Autonomía. El artículo en cuestión decía:

Esta ley establece un régimen jurídico excepcional destinado a regular y garantizar el referéndum de autodeterminación de Cataluña. Prevalece jerárquicamente por encima de todas las normas que puedan entrar en conflicto con ella, en tanto que regula el ejercicio de un derecho fundamental e inalienable del pueblo de Cataluña.

Los partidos constitucionalistas también criticaron el artículo 4.4 en el que se establecían las consecuencias de la victoria del ‘Sí’:

Si en el recuento de votos válidamente emitidos hay más de afirmativos que de negativos, el resultado implica la independencia de Cataluña. A tal efecto, el Parlament, dentro de los dos días siguientes a la proclamación de los resultados oficiales por parte de la Sindicatura electoral [organismo de nueva creación que vela por la organización del 1-O], celebrará una sesión ordinaria para efectuar la declaración formal de la independencia de Cataluña, concretar sus efectos e iniciar el proceso constituyente.

En cuanto a la estructura de la ley está formada por un preámbulo, 34 artículos, dos disposiciones adicionales y tres disposiciones finales.
- Preámbulo
- CAPÍTULO I. Objeto de la ley
- CAPÍTULO II. De la soberanía de Cataluña y su Parlamento
- CAPÍTULO III. Del referéndum de autodeterminación
- CAPÍTULO IV. De la fecha y convocatoria del referéndum
- CAPÍTULO V. De la campaña electoral
- CAPÍTULO VI. De las garantías del referéndum
- CAPÍTULO VII. De la administración electoral
- CAPÍTULO VIII. Consultas, quejas y recursos
- Disposiciones adicionales
- Disposiciones finales

## Aprobación de la ley

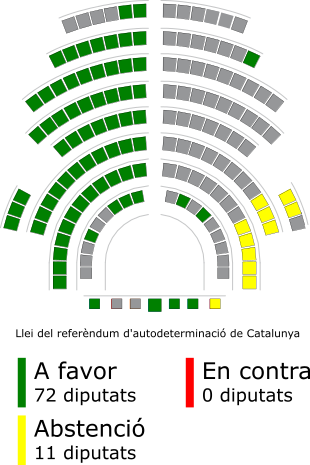
Votación de la Ley. En verde JxSí, la CUP y un diputado no adscrito. En amarillo CSQP. En gris (ausentes) Ciudadanos, PSC y PPC, que abandonaron la votación.

El proyecto de ley del referéndum se registró en el Parlamento de Cataluña el 31 de julio, justo el último día hábil anterior a las vacaciones de verano.
La ley de Referéndum fue aprobada por el Parlamento de Cataluña en un pleno muy convulso celebrado el 6 de septiembre de 2017. La votación del proyecto de ley no figuraba en el orden del día pero nada más iniciarse la sesión la portavoz de Junts pel Sí Marta Rovira pidió la palabra para, amparándose en el artículo 81.3 del reglamento («El orden del día del pleno puede ser alterado si este lo acuerda, a propuesta del presidente [del Parlament] o a petición de dos grupos parlamentarios o de una quinta parte de los miembros de la cámara»), pedir la inclusión en el orden día del proyecto de ley de referéndum. Los grupos de la oposición protestaron inmediatamente ―entre otras cosas reclamaron el dictamen del Consejo de Garantías Estatutarias y se refirieron a la advertencia de los letrados de la cámara de que el procedimiento elegido para aprobar la ley podía incurrir en un delito de desobediencia al Tribunal Constitucional― por lo que el pleno fue suspendido. La líder de Ciudadanos Inés Arrimadas dijo: «Están actuando como una mayoría absolutista, pisoteando los derechos del resto de los diputados y situando este Parlament fuera de la legalidad».
El secretario general del Parlamento se negó a publicar el Proyecto de Ley y a firmarlo por considerarlo ilegal y los letrados del Parlamento de Cataluña advirtieron de la ilegalidad que supondría tramitar la ley. Aun así, el proyecto fue publicado por la presidenta Forcadell.
El pleno se desarrolló hasta altas horas de la madrugada, con debates tensos y siendo suspendido varias veces. La norma fue aprobada con los votos a favor de Junts pel Sí y la CUP y del diputado no adscrito Germà Gordó. Catalunya Sí que es Pot se abstuvo por considerar que el procedimiento no contaba con ninguna garantía y se estaban conculcando derechos de los parlamentarios y de la ciudadanía. Ciudadanos, PSC y PPC directamente abandonaron el hemiciclo por considerar que la convocatoria, el proyecto, el debate y la aprobación eran ilegales e incumplían entre otras la ley que ampara al Consejo de Garantías Estatutarias. Como gesto simbólico, diputados del PP habían extendido unas banderas catalanas y españolas sobre sus escaños, una parte de las cuales, las españolas, procedió a retirar una diputada de Catalunya Sí que es Pot. Se trataba de la diputada Àngels Martínez Castells.
Nada más aprobarse la ley con los votos de los diputados independentistas se publicó en la edición digital del Diario Oficial de la Generalidad de Cataluña (DOGC) para que así el gobierno de Cataluña pudiera aprobar y firmar el decreto de convocatoria y el decreto de normas complementarias, lo que hicieron en una sala anexa del propio parlamento autonómico hacia las once de la noche. La rapidez con que se llevó a cabo el proceso se debió a que se quería evitar la impugnación por el Tribunal Constitucional. Tras la firma Puigdemont dijo, siendo muy aplaudido por ello: «Defenderemos hasta el final el derecho a decidir de los catalanes. Ahora es la hora de la ciudadanía». Ya de madrugada se aprobaron los nombres de los cinco integrantes de la Sindicatura Electoral que debía regir el referéndum.
La reacción del gobierno de Mariano Rajoy no se hizo esperar. Esa misma tarde del día 6 la vicepresidenta Soraya Sáenz de Santamaría declaró: «El pleno ha sido una vergüenza democrática. Las actuaciones del independentismo se acercan más a los regímenes totalitarios que a los democráticos. Ha sido un atropello a los catalanes y a la democracia, y una patada a la decencia política». «Bajo el mandato de Forcadell ha muerto la democracia», añadió.
Al día siguiente, el 7 de septiembre de 2017, el Tribunal Constitucional suspendió la ley de referéndum y apercibió a los 948 alcaldes catalanes y a 62 cargos de la Generalidad de que no podían participar en la organización del 1-O. Asimismo, la Fiscalía General del Estado presentó una querella por desobediencia, prevaricación y malversación de caudales públicos contra la presidenta del Parlamento, los miembros de la Mesa que votaron a favor de tramitar el Proyecto de Ley de Referéndum, el presidente de la Generalidad y todos los miembros de su gobierno. Al día siguiente fue admitida a trámite y el Tribunal Superior de Justicia de Cataluña ordenó la intervención de posibles urnas y otros efectos vinculados al referéndum. Se daba la circunstancia de que varios de estos cargos ya acumulaban otros procesos judiciales abiertos. En el caso de la presidenta, Carme Forcadell, tres.
Ese mismo 7 de septiembre en una sesión igual de convulsa que la del día anterior se aprobó la Ley de Transitoriedad. La oposición volvió a protestar y a ausentarse de la votación. Poco antes el diputado Joan Coscubiela de Catalunya Sí que es Pot, cuyos miembros no abandonaron el hemiciclo, dijo dirigiéndose a los dos grupos independentistas:

Cuando se pisan los derechos de cualquier grupo, se pisan los derechos de todos los ciudadanos de Cataluña. No se dan cuenta de la gravedad de lo que están haciendo, están cogiendo el gusto al autoritarismo.

## Votación
El 6 de septiembre de 2017 se aprobó la ley con 72 votos a favor, 11 abstenciones, 52 ausencias y 0 en contra.
| Asunto                                              | Fecha                                                       | Voto | Voto |    |    |    |    |    |    | Total  |
| --------------------------------------------------- | ----------------------------------------------------------- | ---- | ---- | -- | -- | -- | -- | -- | -- | ------ |
| Ley del referéndum de autodeterminación de Cataluña | 6 de septiembre de 2017 Mayoría absoluta requerida (68/135) | Sí   |      | 62 | 10 |    |    |    |    | 72/135 |
| Ley del referéndum de autodeterminación de Cataluña | 6 de septiembre de 2017 Mayoría absoluta requerida (68/135) | No   |      |    |    |    |    |    |    | 0/135  |
| Ley del referéndum de autodeterminación de Cataluña | 6 de septiembre de 2017 Mayoría absoluta requerida (68/135) | Abs. |      |    |    | 11 |    |    |    | 11/135 |
| Ley del referéndum de autodeterminación de Cataluña | 6 de septiembre de 2017 Mayoría absoluta requerida (68/135) | Aus. |      |    |    |    | 25 | 16 | 11 | 52/135 |

## Participación
La ley no fijaba ningún mínimo de participación, al contrario de lo que recomiendan organismos internacionales como la Comisión de Venecia en el Código de buenas prácticas sobre referéndums para evitar el boicot de los partidarios de algunas de las opciones. En cambio, sí que detallaba que si había más votos afirmativos que negativos el Parlamento declararía formalmente la independencia de Cataluña dentro de las 48 horas siguientes al referéndum y se iniciaría el proceso constituyente de una República Catalana. En el caso de que ganasen los votos negativos, se convocarían unas elecciones al Parlamento de Cataluña. También establecía que la norma prevalecería jerárquicamente sobre el resto. También regulaba la creación de una Sindicatura Electoral, formada por cinco expertos en procesos electorales que «velarán por la transparencia y la objetividad del proceso, con imparcialidad y pluralismo».

## Aplicación
Aunque el Tribunal Constitucional suspendió cautelarmente la ley —que más tarde acabó anulando por inconstitucional— el Gobierno autónomo catalán consideró que seguía en vigor y que regularía la celebración del referéndum para la independencia. Sin embargo, diversos medios de comunicación señalaron que el ejecutivo catalán incumplió la mayor parte de los artículos de la ley. Los incumplimientos más señalados fueron los siguientes:
- Pese a que los artículos 17 a 21 regulaban la Sindicatura Electoral de Cataluña como organismo «independiente e imparcial» creado por el Parlamento de Cataluña para garantizar «la transparencia y objetividad del proceso electoral», los miembros de este organismo presentaron su dimisión el 22 de septiembre de 2017 para evitar el pago de la multa coercitiva con la que les amenazó el Tribunal Constitucional. No se nombró a otros síndicos sustitutos y el Gobierno catalán habló de un grupo indeterminado de «personalidades» que realizarían su función. En cualquier caso, dichas personas, de existir, dependerían directamente del ejecutivo.
- El artículo 8 regulaba el formato de las papeletas y la existencia de sobres, cuestión esta repetida en el artículo 9. Sin embargo, el Gobierno catalán admitió poco antes del referéndum que se prescindiera de los sobres y que se aceptaran papeletas impresas en las casas de los votantes.
- El artículo 10 imponía la neutralidad de las administraciones públicas catalanas, pero estas tuvieron un comportamiento manifiestamente favorable a la opción del sí a la independencia.
- El artículo 12 imponía el mismo deber de neutralidad a los medios públicos, pero Televisió de Catalunya y Catalunya Ràdio también promovieron activamente el voto afirmativo.
- El artículo 13 señalaba que «las sindicaturas electorales y las mesas electorales son órganos independientes y no siguen instrucciones, órdenes ni resoluciones de ninguna otra institución». Pese a ello, las normas las acabó dictando la administración autónoma catalana.
- El artículo 28 establecía la división de la circunscripción única en secciones y mesas, a las que se adscribirían los votantes. Sin embargo, poco antes de la votación, el ejecutivo cambió la norma y estableció un denominado «censo universal» que permitió que los ciudadanos votaran en cualquier mesa del territorio catalán. Ello posibilitó que los electores pudieran votar varias veces en distintas mesas.
- Los artículos 33 y 34 regulaban el censo electoral y el derecho a formular consultas sobre el mismo. Pero el censo no fue público, los no inscritos no tuvieron posibilidad de recurrir y el control por la Sindicatura Electoral fue imposible debido a la inexistencia de esta.
- Al no existir la Sindicatura Electoral, los resultados fueron proclamados por el Gobierno catalán.

## Reacción del constitucionalismo ante la aprobación de la ley: el manifiestoParar el golpe
El 17 de septiembre de 2017, diez días después de que la mayoría independentista del Parlamento de Cataluña aprobara la Ley del referéndum de autodeterminación de Cataluña y la Ley de Transitoriedad que rompían con la legalidad constitucional y estatutaria y que fueron inmediatamente suspendidas (y más tarde anuladas) por el Tribunal Constitucional, se hizo público el manifiesto Parar el golpe. 500 profesores en defensa de la democracia constitucional suscrito por profesores de las universidades españolas y cuyos primeros firmantes eran el filósofo Fernando Savater y el historiador Ángel Viñas —y que solo firmaron ocho profesores de las universidades catalanas, entre ellos Felix Ovejero y Francesc de Carreras, fundadores de la asociación Ciutadans de Catalunya, y el politólogo e historiador Alberto Reig Tapia―. En el manifiesto se decía que el «Gobierno autonómico» y «los grupos secesionistas representados en el Parlamento catalán» no habían dudado «en traspasar todos los límites de la legalidad y de la decencia para apelando al fundamentalismo de un inexistente “derecho a decidir”, dividir a la sociedad catalana e impedir el ejercicio de los derechos de las minorías parlamentarias, poniendo en riesgo la convivencia y la paz civil». A continuación se hacía un «llamamiento a los catalanes sensatos y a todos los españoles de buena voluntad» para que en «una situación en que la que nos jugamos el ser o no ser de la democracia española» se movilizaran «para exigir al Gobierno de España, a todas sus instituciones y partidos democráticos, que actúen con la máxima celeridad, firmeza y determinación para proteger los derechos de todos». Así, se requería al Gobierno para que «como poder ejecutivo» hiciera «uso de la fuerza legítima que al Estado le corresponde en exclusiva» y recurriera «a todos los medios constitucionales sin excepción para salvaguardar las instituciones democráticas y la unidad de la nación española consagrada en nuestra Constitución, impidiendo la celebración de un falso “referéndum” ilegítimo e ilegal, poniendo a disposición de la justicia a los responsables de este atropello a la democracia y haciendo que recaiga sobre ellos todo el peso de la ley».